# Anna Semkowicz-Holt

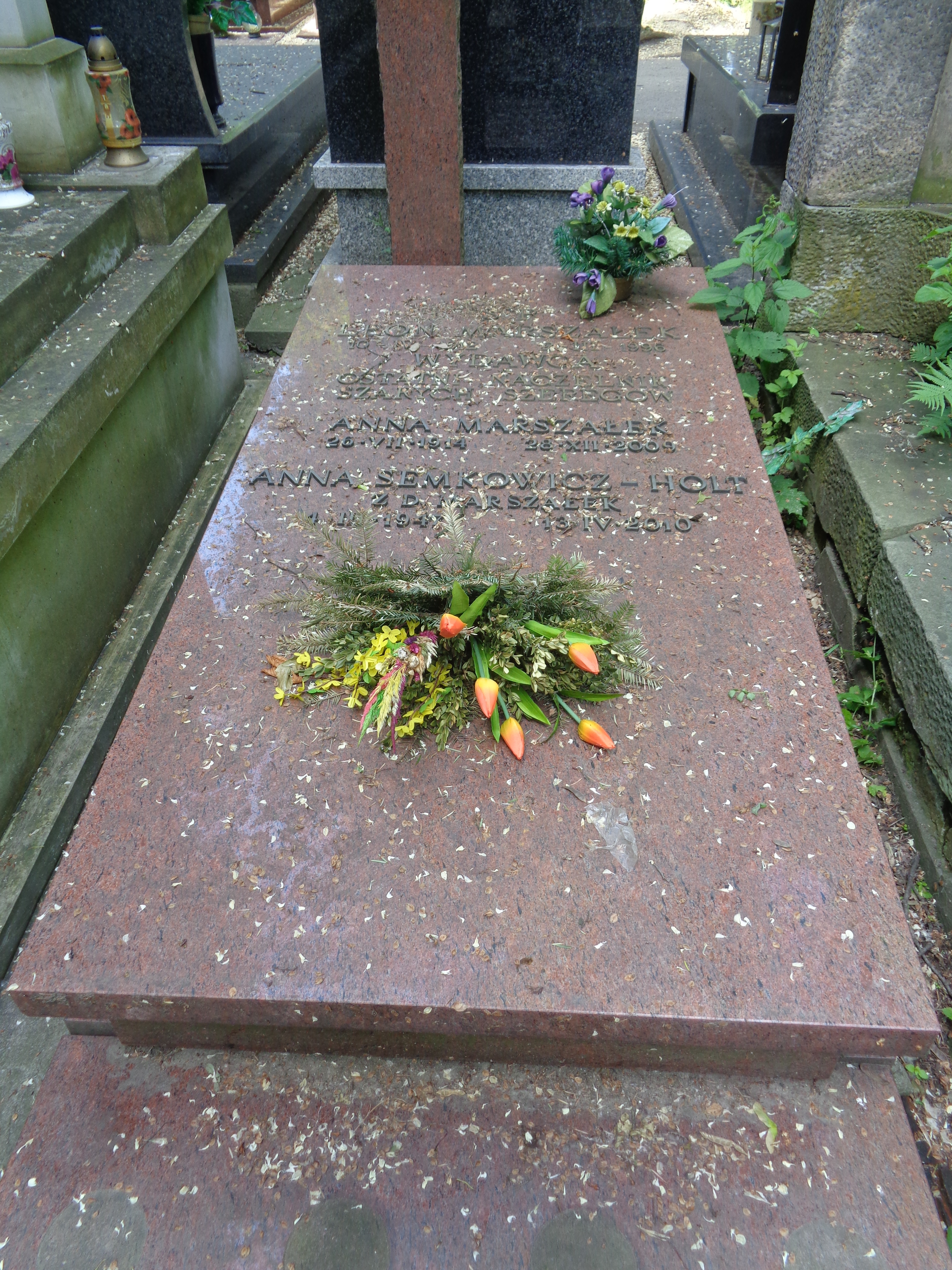
Grób Leona Marszałka i Anny Semkowicz-Holt na cmentarzu powązkowskim

Anna Semkowicz-Holt (ur. 4 marca 1947, zm. 13 kwietnia 2010) – polska dziennikarka radiowa i telewizyjna.

## Życiorys
Urodziła się w rodzinie instruktora harcerskiego Leona Marszałka i nauczycielki Anny Dudziak. Była z wykształcenia socjologiem.
Pracowała w radiowej Trójce od 1970 do 2001 roku. Autorka reportaży i licznych cykli radiowych, np. „Urodzeni na początku wieku‚, „Co z tą inteligencją”, „Wszyscy ludzie Trójki”. W latach dziewięćdziesiątych prowadziła audycje na żywo z telefonicznym udziałem słuchaczy: nocną „Trójkę pod księżycem” i publicystyczny „Klub Trójki”.
W TVP Polonia współprowadziła program „Godzina szczerości”.
Wykładała w Dziennikarskiej Szkole Polskiego Radia, prowadziła spotkania organizowane przez Centrum Szkolenia Polskiego Radia oraz seminaria w Wyższej Szkole Psychologii Społecznej.